# Mirni (Novopokróvskaya, Krasnodar)
Mirni (del ruso: Мирный) es un posiólok del raión de Novopokróvskaya del krai de Krasnodar, en Rusia. Está situado 15 km al sur de Novopokróvskaya y 160 km al nordeste de Krasnodar, la capital del krai. Tenía 297 habitantes en 2010.
Pertenece al municipio Pokróvskoye.